# Josef Jandač
Josef Jandač (* 12. November 1968 in Beroun, Tschechoslowakei) ist ein tschechischer Eishockeytrainer. Zuletzt war er von Februar 2020 bis April 2022 Cheftrainer beim HC Sparta Prag.

## Karriere
Josef Jandač begann mit dem Eishockeysport bei seinem Heimatverein TJ Lokomotiva Beroun, ehe er im Alter von 14 Jahren in den Nachwuchsbereich von Poldi SONP Kladno wechselte. Drei Jahre später kehrte er zu seinem Heimatverein zurück, um sich auf seinen Schulabschluss zu konzentrieren. 1985 debütierte er für die Herrenmannschaft des Vereins in der 2. ČNHL und schaffte mit dieser 1993 die Qualifikation für die neu geschaffene 1. Liga. Anschließend beendete er aus familiären und gesundheitlichen Gründen seine Spielerkarriere.
Josef Jandač begann seine Karriere als Eishockeytrainer in seiner Heimatstadt beim HC Berounští Medvědi, dessen Profimannschaft er von Dezember 1994 bis 1998 als Cheftrainer in der 1. Liga, der zweiten tschechischen Spielklasse, betreute. Im Frühjahr 1995 wurde er zudem vom südkoreanischen Eishockeyteam Seoktop Soul unter Vertrag genommen und führte sein Team bis in das Finale um das Korea Domestic Championship, welches das Team gewann. Zudem begann er mit dem Aufbau einer Eishockeyschule in Südkorea.
Im Oktober 1998 verließ Jandač den HC Beroun und wurde Cheftrainer beim HC Kralupy nad Vltavou, wo er Zdeněk Müller ersetzte und das Team vom vorletzten Platz noch in die Play-offs führte. Nach Saisonende ging er erneut nach Südkorea, wo er die Universitätsmeisterschaft gewann. Anschließend kehrte er nach Tschechien zurück. Inzwischen hatte der HC Kralupy nad Vltavou seine 1. Liga-Lizenz verkauft und war in die 2. Liga abgestiegen. Daraufhin nahm er das Angebot des HC Slavia Prag, in der Saison 1999/2000 die U18-Junioren des Vereins zu betreuen. 
Zur Saison 2000/01 kehrte er zu seinem Heimatverein zurück. Von 2001 bis 2004 betreute er ebenfalls als Cheftrainer die Bílí Tygři Liberec aus der tschechischen Extraliga. Die folgenden vier Jahre verbrachte er bei dessen Ligarivalen HC České Budějovice. Von 2008 bis 2010 war er Assistenztrainer von Vladimír Růžička bei der tschechischen Nationalmannschaft, mit der er bei der Weltmeisterschaft 2010 die Goldmedaille gewann. 
Von 2010 bis 2012 war Jandač jeweils ein Jahr lang als Cheftrainer in der tschechischen Extraliga für den HC Pardubice und den HC Sparta Prag zuständig. Zur Saison 2012/13 wurde er vom HC Lev Prag aus der Kontinentalen Hockey-Liga verpflichtet. Nach einer Niederlagenserie im Oktober 2012 wurde Jandač entlassen. Zwei Wochen später tauschte er die Position mit Václav Sýkora, der bis dahin den HC Sparta trainiert hatte und nun Trainer des HC Lev wurde.
Zwischen 2016 und 2018 war Jandač Cheftrainer der tschechischen Nationalmannschaft. Anschließend wurde er Cheftrainer beim HK Metallurg Magnitogorsk aus der KHL. Nach einer Niederlagenserie zu Beginn der Saison 2019/20 wurde er entlassen und durch Ilja Worobjow ersetzt.
Im Februar 2020 wurde er erneut Cheftrainer beim HC Sparta Prag und führte das Team 2022 zum Vizemeistertitel.

## Erfolge und Auszeichnungen
- 2010 Goldmedaille bei der Weltmeisterschaft (als Assistenztrainer)